# Лицарі космосу
«Лицарі космосу» (угор. A kozmosz lovagjai) — науково-фантастичний роман угорського письменника Іштвана Немере, вперше надрукований 1985 року.

## Сюжет
Дон, Аріель і Ларс — троє молодих учнів-астронавтів, які вже успішно закінчили свій перший рік у школі підготовки місячних астронавтів. Наприкінці канікул троє учнів самотужки повертаються на власних космічних кораблях, щоб розпочати другий рік навчання. Хлопці називають корабель Мариська.
Тим часом на борту корабля «Таурус» у космосі стався вибух газу, й значна частина екіпажу, ймовірно, загинула. У межах досяжності знаходиться лише корабель курсантів, тому марсіанський центр управління змушений довірити рятувальні роботи їм.
У центрі було виявлено, що автопілот на Таурусі активували й судно перевозило 160 000 тонн чорного глабериту. Згідно з запрограмованими в ньому інструкціями, автоматика направляє корабель до Землі, який згорить при вході в атмосферу. Глаберит поєднується з киснем і азотом, утворюючи глаберон, газ, який руйнує всі живі тканини, тому очікується, що на Землі помруть мільйони людей.
Хлопці проникають у космічний корабель-втікач за допомогою лазерного різака, потім в останню мить Дон активує гальмівні ракети, і Таурус сходить з орбіти.

## Цитати
— Ну, ти сказав це так само гарно, як той психіатр із «Камелопардаліса», — огризнувся Дон. Він перехрестив одне коліно іншим у жесті, якого не бачили дорослі, і почав розповідь ураженим голосом. – Як відомо, корабель експедиції Плутона, який повернувся минулого року, називався «Камелопардаліс», що — і я згадую це лише для слабкості — означає, як відомо, жирафа… — Як відомо - Аріель рясно кивнула, звісно відчувала, що цей натяк адресований їй. – Не перебивайте мене, бо я втрачу нитку Аріадни. – Дон зиркнув на Ларса напівзаплющеними очима: капітан цінує його класичну освіту?
— Заспокойся, малий. Почалася ера великих космічних лазерних розрізів... Ця броня просто запорошена. Дон перебільшував. У нього не було причини веселитися; він стурбовано побачив, що броня з титанового сплаву Taurus ось-ось розплавиться під дією радіації. Титан плавиться при 1690 градусах, мій гаджет виділяє набагато більше тепла!… – Він зціпив зуби, уперта наполегливість опанувала всім його єством. — Я покажу цю броню.